# Pandelela Rinong

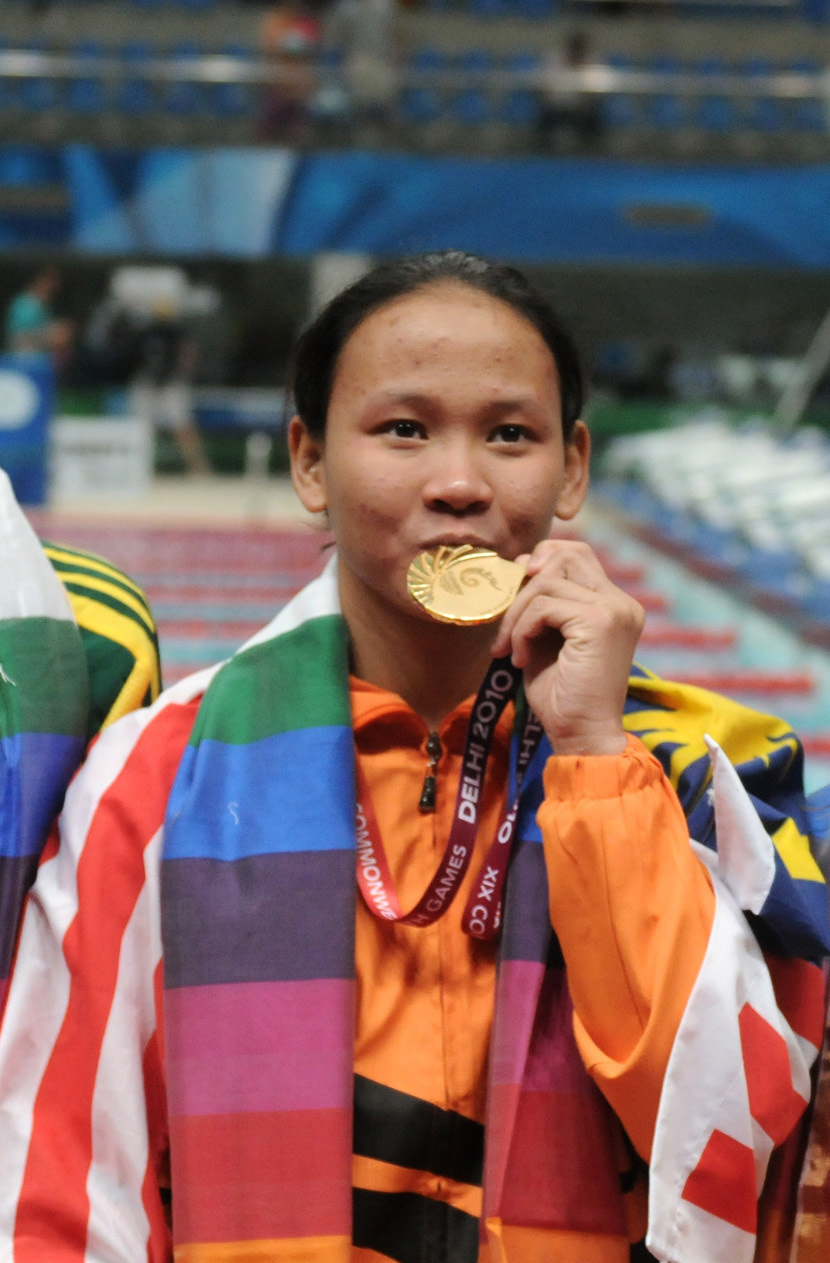
Pandelela Rinong

Pandelela Rinong, född den 2 mars 1993 i Bau, är en malaysisk simhoppare.
Hon tog OS-brons i höga hopp i samband med de olympiska simhoppstävlingarna 2012 i London.